# Assikoi
Assikoi est une localité située dans le Sud de la Côte d'Ivoire, et appartenant au département d'Adzopé, dans la Région de l'Agnéby. La localité d'Assikoi est un chef-lieu de commune. Le périmètre de la commune d’Assikoi englobe dans ses limites les villages d’Adonkoi, Apiadji, Assikoi, Lobo-Hopé, Massandji et les campements qui leur sont rattachés.